# Santa Quitéria do Maranhão
Santa Quitéria do Maranhão là một đô thị thuộc bang Maranhão, Brasil. Đô thị này có diện tích 2112,89 km², dân số năm 2007 là 28687 người, mật độ 13,58 người/km².